# (867) Kovacia
(867) Kovacia es un asteroide perteneciente al cinturón de asteroides descubierto el 25 de febrero de 1917 por Johann Palisa desde el observatorio de Viena, Austria.
Está nombrado en honor del médico austriaco Friedrich Kovacs (1861-1931).